# آی مائدا (هنرپیشه)
آی مائدا (انگلیسی: Ai Maeda؛ زادهٔ ۴ اکتبر ۱۹۸۳) هنرپیشه، خواننده و مدل ژاپنی است. از فیلم‌هایی که وی در آن نقش داشته‌است، می‌توان به یادداشت مرگ اشاره کرد.